# Cortège (écologie)
Pour les articles homonymes, voir Cortège.
En écologie, on utilise fréquemment le terme « cortège » pour désigner un ensemble d'espèces ayant des caractéristiques écologiques ou biologiques communes. Ce terme n'est jamais employé seul, mais assorti de précisions qualitatives diverses.
Dans son sens le plus général et le plus vague, il est pratiquement synonyme d'« ensemble ». On parlera par exemple du « cortège d'espèces » de telle zone géographique ou de tel habitat, c'est-à-dire de l'ensemble — ou de la liste — des espèces vivant ordinairement dans cette zone ou ce milieu. On précise couramment s'il s'agit du « cortège floristique » (ensemble des espèces végétales) ou du « cortège faunistique » (ensemble des espèces animales) de telle zone ou de tel milieu. Dans ce cas, il devient synonyme de flore et de faune, respectivement. La précision peut aller jusqu'à indiquer le groupe zoologique ou botanique : cortège d'oiseaux, d'insectes, de bryophytes, de fougères, etc.
La précision peut également porter sur des caractéristiques biologiques communes : cortège d'espèces parasites, ou cortège parasitaire, cortège de commensaux (« l'homme et son cortège de commensaux »), etc.
Mais c'est en biogéographie que le terme connaît son usage le plus précis et le plus académique[pas clair]. Il s'agit alors d'un terme consacré pour faire référence à un ensemble d'espèces partageant la même aire de répartition géographique. Le qualificatif précise ici le type de répartition : cortège méridional ou septentrional, montagnard, alpin, atlantique, méditerranéen, etc.
Les alliances ou groupements d'ordre supérieurs sont caractérisés par leur cortège floristique.